# ديفيد مايبيري لويس
ديفيد هنري بيتر مايبيري لويس (5 مايو 1929 - 2 ديسمبر 2007) كان عالم الأنثروبولوجيا البريطاني، عالم الأعراق في أمريكا الجنوبية المنخفضة، ناشطًا في مجال حقوق الإنسان للشعوب الأصلية، وأستاذ فخري بجامعة هارفارد.
ولد Maybury-Lewis في حيدر آباد، السند (الآن في باكستان)، وحضر جامعة أكسفورد، حيث حصل على درجة دكتوراه في الفلسفة. في عام 1960 انضم إلى هيئة التدريس بجامعة هارفارد، وكان إدوارد سي.هندرسون أستاذ الأنثروبولوجيا هناك من عام 1966 حتى تقاعده في عام 2004. تم إجراء عمله الميداني الإثنوغرافي الواسع في المقام الأول بين الشعوب الأصلية في وسط البرازيل ، والتي بلغت ذروتها في إثنوغرافيته بين Xavante ، بالإضافة إلى عمليات الترحيل السري بعد الحداثة. في عام 1972، شارك مع زوجته بيا في منظمه البقاء الثقافي، المنظمة الرائدة في الولايات المتحدة للدعوة والتوثيق المكرسة لـ «تعزيز حقوق وأصوات ورؤى الشعوب الأصلية».
الجوائز
الرئيس السابق للجمعية الاثنولوجية الأمريكية
زميل منتخب في الأكاديمية الأمريكية للفنون والعلوم عام 1977
وسام الصليب الأكبر من وسام الاستحقاق العلمي البرازيلي ، أعلى وسام أكاديمي في البرازيل ، في عام 1997
الميدالية الذهبية من Anders Retzius للجمعية السويدية للأنثروبولوجيا والجغرافيا ، في عام 1998